# Sybille Bammer
Sybille Bammer, född 27 april 1980 i Linz, Österrike, är en österrikisk vänsterhänt före detta professionell tennisspelare.

## Tenniskarriären
Sybille Bammer blev professionell tennisspelare på WTA-touren 1997. Hon har till oktober 2007 vunnit en singeltitel på touren och 9 i ITF-arrangerade turneringar. Som bäst rankades hon i singel som nummer 20 (augusti 2007). Hon har inte vunnit någon WTA dubbeltitel men en på ITF-cirkusen. Till oktober -07 har Bammer spelat in $941 891 i prispenger. 
Bammer gjorde debut på WTA-touren 2000 utan betydande framgång. Säsongen 2001 gjorde hon uppehåll för att ta hand om sin och sambon Christophes dotter Tina. Bammer gjorde comeback 2002 och vann tre singeltitlar i ITF-turneringar. Säsongen därpå, 2003, vann hon ytterligare fyra ITF-titlar i singel och en i dubbel. I oktober -03 finalbesegrade hon svenskan Sofia Arvidsson i ITF-turneringen i Jersey (7-6, 6-2). 
Efter en mellansäsong 2004 gjorde hon ett genombrott 2005 med flera framskjutna placeringar i WTA-turneringar. Hon vann dock ingen titel i dessa, men rankades första gången bland de 100 bästa spelarna på touren. Den säsongen vann hon två ITF-titlar. Framgångarna fortsatte 2006, men inte heller den säsongen vann hon någon titel, även om hennes ranking fortsatte uppåt. 
Säsongen 2007 besegrade Bammer i Tier IV-turneringen i Hobart Serena Williams, vilket är hennes hittills främsta "skalp" på touren. I februari -07 vann Bammer sin första WTA-titel (Pattaya City, finalseger över Gisela Dulko med 7-5, 3-6, 7-5. I den matchen hade hon i ett läge tre matchbollar mot sig, som hon lyckades rädda. I december 2007 nådde hon sin högsta singelranking (nummer 19). 
Sybille Bammer deltog i det österrikiska Fed Cup-laget 2003-04 och 2006-07. Hon har hittills (okt. -07) spelat 8 matcher i laget och vunnit två av dessa.

## Spelaren och personen
Sybille Bammer började spela tennis som 11-åring, uppmuntrad av sin mor. Bammer bor tillsammans med Christophe, som har sagt upp sig från sitt arbete för att assistera vid hennes tennisspel, samtidigt som han tar hand om parets dotter (Tina, född 28 juli 2001). 
Bammer gillar vid sidan av tennisen skidåkning och att åka rullskridskor.

## WTA- ochITF-titlar
- Singel
  - 2007 - Pattaya City, Prag
  - 2005 - ITF/Fontanafredda-ITA, ITF/Bronx, NY-USA
  - 2003 - ITF/Jersey-GBR, ITF/Cardiff-GBR, ITF/Nottingham-GBR, ITF/Valasske Mezirici-CZE
  - 2002 - ITF/Grenoble-FRA, ITF/Mostar-BIH, ITF/Innsbruck-AUT.
- Dubbel
  - 2003 - ITF/Porto-POR (med Laura dell'Angelo).